# Martin Whitmarsh
Martin Whitmarsh (Lyndhurst, Inglaterra, 29 de abril de 1958) es un ejecutivo e ingeniero británico.
Fue el director ejecutivo del equipo McLaren de Fórmula 1.
También fue director de operaciones de McLaren Group, la compañía holding que controla a McLaren Racing.

## Carrera
Whitmarsh llegó a McLaren como jefe de operaciones en 1989.
A partir del 1 de marzo de 2009, pasó a ser el nuevo máximo responsable del equipo, y aunque el equipo ganó varias carreras, no pudo alzarse con ningún título. Abandonó su cargo a principios de 2014, siendo relevado por Éric Boullier.